# پاول فیشتاین
پاول فیشتاین (آلمانی: Paul Feierstein; ۲۷ ژانویهٔ ۱۹۰۳ – ۵ مهٔ ۱۹۶۳) بازیکن فوتبال اهل لوکزامبورگ بود.
وی همچنین در تیم ملی فوتبال لوکزامبورگ بازی کرده‌است.